# جون هارت إلي
جون هارت إلي (بالإنجليزية: John Hart Ely)‏ هو فيلسوف أمريكي، ولد في 3 ديسمبر 1938، وتوفي في 25 أكتوبر 2003 بسبب سرطان.

## وصلات خارجية
- جون هارت إلي على موقع إن إن دي بي (الإنجليزية)